# Lelo
A Lelo Grúziáért (grúzul: ლელო საქართველოსთვის), ismertebb nevén csak simán Lelo (grúzul: ლელო) egy grúziai párt, melyet 2019 végén hozott létre két üzletember, Mamuka Kazaradze és Badri Japaridze. A párt megalakulása után két új párttal egyesült, ami tovább növelte a támogatottságát. A két beolvadt párt a Fejlesztés Mozgalom és az Új Jogok Pártja voltak.
A párt egyik legfőbb célja, hogy megszüntesse a 2012-es választás óta Grúziában jelenlevő "kétpólusú" politikai rendszert, melyet az egyik oldalon a Grúz Álom, a másik oldalon az Egyesült Nemzeti Mozgalom alkot. Saját bevallásuk szerint készen állnak a gazdaság megerősítésére, a befektetések ösztönzésére Grúziában és a lakosság mindennapi életkörülményeinek javítására. A párt támogatja a minimálbér, a szülői szabadság és a túlóradíj létezését, de nem támogatja a munkanélküli-biztosítás intézményét.

## Választási eredmények
| Választás | Szavazatok száma | Szavazatok aránya | Mandátumok száma | Mandátumok aránya | Parlamenti szerepe |
| --------- | ---------------- | ----------------- | ---------------- | ----------------- | ------------------ |
| 2020-as   | 60 712           | 3,15%             | 4                | 2,67%             | ellenzék           |
| 2024-es   | 182 922          | 8,81%             | 9                | 6%                | ellenzék           |